# 金思陵
思陵是中国金朝第三代皇帝金熙宗完颜亶的陵墓。
皇统九年（1149年）十二月，金熙宗被弑杀，葬在悼平皇后裴满氏墓中。贞元三年（1155年），改葬大房山蓼香甸。金世宗即位，追号思陵。大定二十八年（1188年），以思陵狭小，改葬大房山峨眉谷，依然陵号思陵。明朝末年，因为后金反明，被明朝政府破坏。